# Виноградов, Иван Матвеевич
Ива́н Матве́евич Виногра́дов (2 (14) сентября 1891 — 20 марта 1983, Москва) — советский математик, академик АН СССР (1929) по Отделению физико-математических наук (математика).
Дважды Герой Социалистического Труда (1945, 1971). Лауреат Ленинской (1972) и Государственной премии СССР (1983) и Сталинской премии первой степени (1941).

## Биография
Родился 2 (14) сентября 1891 года в селе Милолюб (ныне Великолукский район Псковской области) в семье сельского священника. Среднее образование получил в реальном училище. В 1910 году поступил на физико-математический факультет Санкт-Петербургского университета. После окончания университета в 1914 году был оставлен там для подготовки к профессорскому званию. Получил докторскую степень. С 1918 по 1920 годы работал в Пермском государственном университете и Томском государственном университете. В 1920 году стал профессором. Продолжил работу в Ленинградском университете, преподавал также в Политехническом институте (1920—1934).
В 1932—1934 годы был директором Физико-математического института АН СССР. В 1934 году по решению Общего собрания АН СССР Физико-математический институт был разделён на Институт математики и Институт физики, причём первый из них получил официальное наименование Математический институт имени В. А. Стеклова АН СССР (МИАН). И. М. Виноградов стал его директором и проработал в этой должности более 45 лет — до своей смерти, с перерывом с октября 1941 года по февраль 1944 года, когда институт возглавлял С. Л. Соболев (в этот период в связи с Великой Отечественной войной действовало централизованное решение об обязательной эвакуации из Москвы членов АН СССР старше 50 лет).
Был главным редактором журнала «Известия АН СССР. Серия математическая» (с 1948), председателем Национального комитета советских математиков, главным редактором «Математической энциклопедии».
Иностранный член Лондонского королевского общества (1942), иностранный член Национальной академии деи Линчеи в Риме (1958), Германской академии естествоиспытателей «Леопольдина» (1962), Французской академии наук (1946), Датской королевской АН (1947), Венгерской АН (1950), АН ГДР (1950), Сербской академии наук и искусств (1959), почётный член Лондонского математического общества (1939) и Индийского математического общества (1947), член Американского философского общества (1942).
Похоронен в Москве на Новодевичьем кладбище (участок № 10).

## Научная деятельность
Главные работы посвящены аналитической теории чисел; основные результаты получены благодаря созданному им методу тригонометрических сумм, ставшему одним из основных подходов к решению задач аналитической теории чисел.
Сначала получены значительные результаты по решению проблемы Варинга. В частности, он доказал первую «близкую» оценку сверху для функции Харди {\displaystyle G(n)} — наименьшее {\displaystyle k} такое, что каждое {\displaystyle N\geqslant N_{0}(n)} представляется суммой {\displaystyle k} слагаемых вида {\displaystyle x^{n}}. В 1924 году он доказал, что:
{\displaystyle G(n)=O(n\log n)}.
После многочисленных уточнений в 1959 году доказал, что:
{\displaystyle G(n)<2n\log n+4n\log \log n+2n\log \log \log n+13n}.
Потом он решил тернарную проблему Гольдбаха для всех достаточно больших чисел. Ещё в 1742 году математик Кристиан Гольдбах в письме Леонарду Эйлеру выдвинул гипотезу — каждое нечётное число больше 9 есть сумма трёх нечётных простых чисел. Виноградов в 1937 году доказал справедливость тернарной гипотезы Гольдбаха для всех чисел, бо́льших некоторой константы. Однако нижняя граница оказалось настолько большой, что проверить остальные числа с помощью компьютера в XX веке не удалось. Окончательно теорема была доказана только в 2013 году Харальдом Гельфготтом.
В 1959 году нашёл оценку остаточного члена функции {\displaystyle \pi (n)} — количества простых чисел, не превосходящих {\displaystyle n}. Эта оценка улучшала результаты более чем полувековых усилий ряда выдающихся учёных.

## Административная и общественная деятельность
Пользовался большим авторитетом в отделении математики АН СССР и во многих отношениях был неформальным главой советских математиков.
При этом никогда не был членом КПСС. В 1955 году он подписал известное «Письмо трёхсот» в поддержку советских генетиков против группы Лысенко.
В 1970-е годы в АН СССР возникла оппозиция лидерству Виноградова. Говорили о его необъективности при решении кадровых вопросов, в частности антисемитизме. Виноградов изгнал из руководимого им МИАНа практически всех евреев за парой исключений. Группа анонимных математиков-эмигрантов писала, что И. М. Виноградов гордился тем, что «очистил» институт от евреев. Сергей Новиков в разговоре с Мартином Крускалом в 1979 году, сравнивая Виноградова и Понтрягина, также обвинявшегося в антисемитизме, утверждал: «Виноградов — редкостный мерзавец и человеконенавистник, делает карьеру на антисемитизме с 1940-х годов. Понтрягин вступил в их ряды только в 1968 году, и он крикун, а тот ловок, настоящий дьявол, злодей, пьющий кровь тайно, в темноте». Впрочем, Новиков также свидетельствует о зависимости как Виноградова, так и Понтрягина от советских административных деятелей (не выступавших публично, и не называемых Новиковым по именам). Тем не менее, по воспоминаниям Тихомирова (со слов Добрушина), Виноградов поддержал кандидатуру Канторовича при избрании в Академию наук.
Против Виноградова выступали многие физики-теоретики и часть академиков других отделений. Его поддерживали большинство академиков-математиков и руководство АН СССР. В 1977 году на общем собрании АН СССР обсуждался вопрос об очередном переизбрании Виноградова директором института. При тайном голосовании около трети голосов было подано против Виноградова. Этого было недостаточно для его смещения, и он оставался на должности директора до самой смерти.

## Личная жизнь
Отличался незаурядной физической силой: согласно воспоминаниям, он мог поднять стул с сидящим на нём человеком одной рукой, держа стул за ножку. Все свои выходные и отпуска проводил на своей даче в посёлке Абрамцево, где уделял много внимания своему саду и цветам. Он никогда не был женат и проживал вместе с сестрой Надеждой Матвеевной. Состоял в дружеских отношениях с президентом АН СССР Келдышем и руководителем СО АН СССР математиком Лаврентьевым.

## Награды и премии
- Ленинская премия (1972) — за монографию «Метод тригонометрических сумм в теории чисел» (1971)
- Сталинская премия I степени (1941) — за научную работу «Новый метод в аналитической теории чисел» (1937)
- Государственная премия СССР (1983) — за учебник «Основы теории чисел» (1981, 9-е издание)
- Герой Социалистического Труда (13 сентября 1971)
- Герой Социалистического Труда (10 июня 1945) — за выдающися научные заслуги в области математики, разработку мощных аналитических методов теории чисел и за многолетнюю плодотворную работу по подготовке кадров математиков
- Орден Ленина (13 сентября 1971)
- Орден Ленина (10 июня 1945) — за выдающися научные заслуги в области математики, разработку мощных аналитических методов теории чисел и за многолетнюю плодотворную работу по подготовке кадров математиков
- Орден Ленина
- Орден Ленина
- Орден Ленина
- орден Октябрьской революции
- медаль «В память 800-летия Москвы»
- Юбилейная медаль к 100-летию В. И. Ленина
- медаль «За доблестный труд в Великой Отечественной войне 1941-1945 гг.»
- Большая золотая медаль имени М. В. Ломоносова АН СССР (1970)

## Память
- Мемориальный дом-музей в Великих Луках (единственный советский математик, в честь которого организован дом-музей ещё при жизни)[22].
- К столетию со дня рождения была учреждена Золотая медаль имени И. М. Виноградова АН СССР, впоследствии преобразованная в премию имени И. М. Виноградова РАН.
- В декабре 1983 г. в честь учёного его именем названа улица в московском районе Тёплый Стан (ЮЗАО)[23][24][25].
- На Новодевичьем кладбище на могиле установлен памятник с бюстом.

## Сочинения
- Виноградов И. М. Избранные труды / Отв. ред. Ю. В. Линник. — М., 1952.
- Виноградов И. М. Метод тригонометрических сумм в теории чисел. — 2-е изд. — М., 1976.
- Виноградов И. М. Метод тригонометрических сумм в простейших вариантах. — М., 1976.
- Виноградов И. М. Особые варианты метода тригонометрических сумм. — Екатеринбург: Эдиториал УРСС, 2004. — ISBN 5-354-00555-8, ISBN 978-5-354-00555-0.
- Виноградов И. М. Основы теории чисел: Учебное пособие. — 12-е изд. — СПб.: Лань, 2009.
- Виноградов И. М. Основы теории чисел. — Москва: Издательство Юрайт, 2021. — 123 с. — (Антология мысли). — ISBN 978-5-534-12085-1.